# Лид (река)
Лид (рус. Лидь) река је на северозападу европског дела Руске Федерације која протиче преко територија Лењинградске (Бокситогорски рејон) и Вологодске области (Чадошки рејон). Лева је притока реке Чагоде и део басена реке Волге и Каспијског језера.
Извире на подручју Тихвинске греде (микроцелина Валдајског побрђа) на подручју Бокситогорског рејона, као отока језера Свјатозеро, тече углавном у смеру југа у дужини од 146 km. Укупна површина сливног подручја је 1.570 km². Протиче кроз бројна мања језера.
Најважније притоке су Межница, Нижиковка, Веуч и Сурогински.